# Bouddhisme au Cambodge

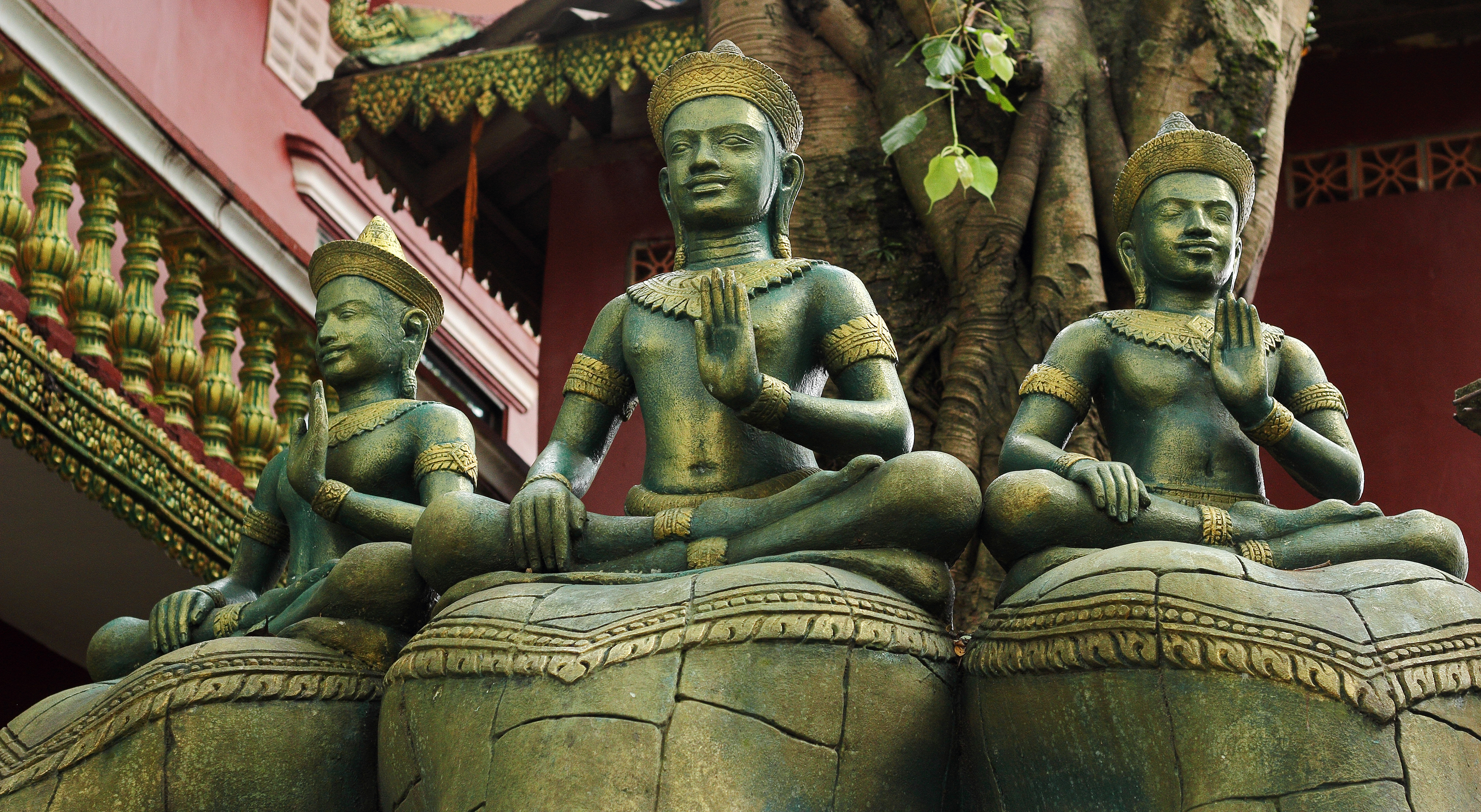
Intérieur d'une pagode à Sihanoukville.

Le bouddhisme au Cambodge existe essentiellement sous sa forme theravāda, à laquelle adhère plus de 95 % de la population.

## Historique
Bien que certaines sources avancent que dès le IIIe siècle av. J.-C. le roi Ashoka aurait envoyé des missionnaires bouddhistes depuis l’Inde jusque dans la péninsule indochinoise, aucun indice de ces passages n’a été jusqu’à présent découvert sur place.
Les premières traces avérées de l’implantation du bouddhisme sont le passage en Chine aux Ve et VIe siècles, de deux moines founanais nommés Mandrasena et Sanghapala qui ont chacun de leur côté traduit des sūtra.

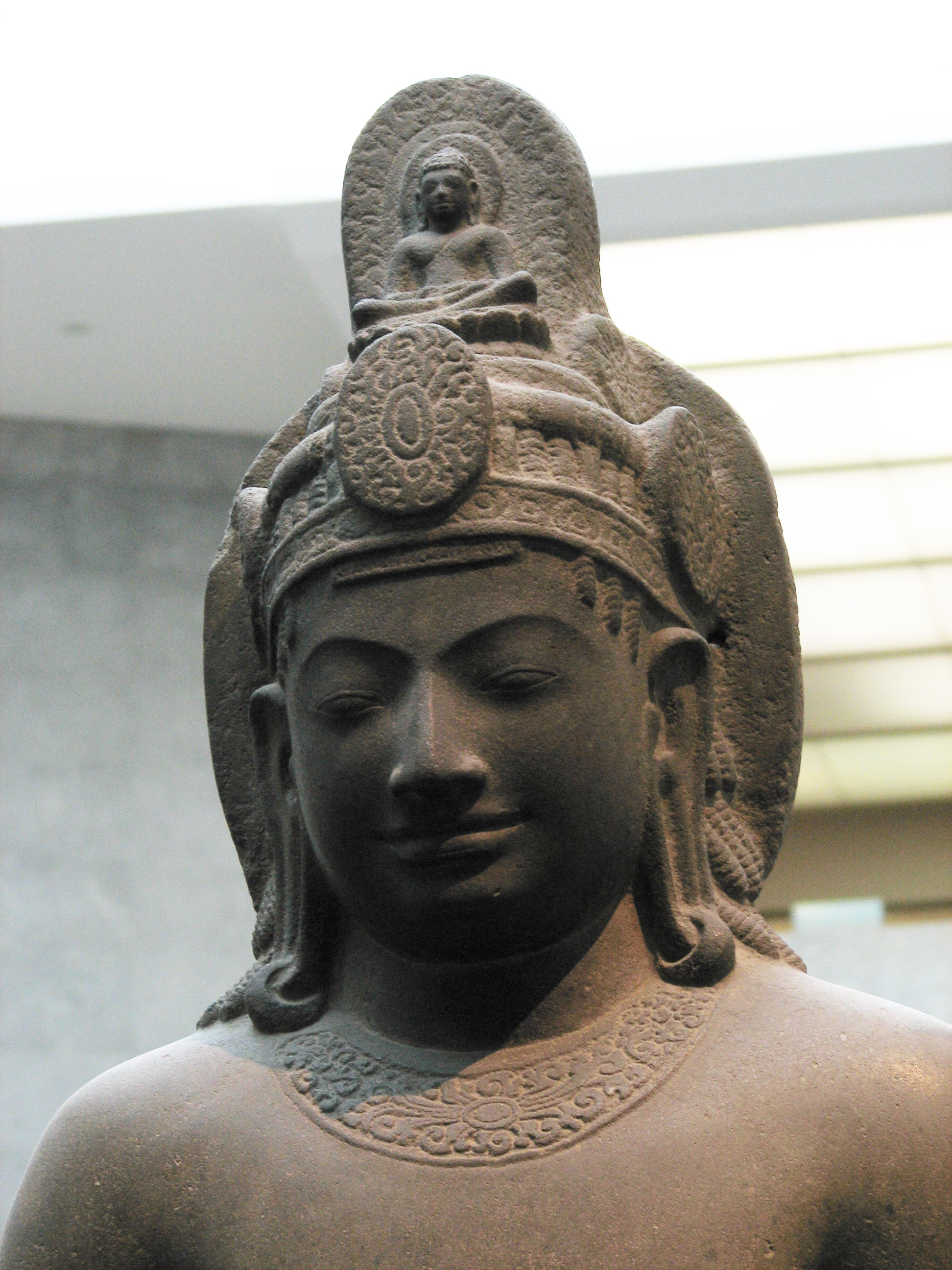
Cette représentation du Bodhisattva Avalokiteśvara datant du VII montre que malgré la prédominance de l’hindouisme, le bouddhisme est toujours pratiqué à cette époque au Chenla.

Si le royaume du Chenla qui succéda au Fou-nan au VIe siècle et sera supplanté par l’empire khmer au début du IXe siècle est clairement hindouiste, des représentations de Bodhisattva datant des VIIe et VIIIe siècles semblent indiquer que le bouddhisme a perduré durant cette période.
Par la suite, à partir de la fin du VIIIe siècle, le royaume bouddhiste de Sailendra exercera sa suzeraineté sur les territoires de l’actuel Cambodge. Jayavarman II, considéré comme le fondateur de l’empire khmer, se libère de cette tutelle à partir de 802, se proclame dieu-roi et s’identifie à Shiva. Mais dans le même temps, il favorise le développement du bouddhisme mahāyāna dans son royaume.
Ses successeurs, conservent leur foi hindouiste et tolèrent eux aussi le bouddhisme. Le roi Rajendravarman II (944-968), tout en se déclarant shivaïste, étudie le Tipiṭaka pendant de nombreuses années et choisi un bouddhiste, Kavindrarimathana, comme premier ministre. Jayavarman V, fils et successeur de Rajendravarman II, se proclame lui aussi adorateur de Shiva, mais se choisit un premier ministre bouddhiste, Kirtipandira, à qui il va permettre de promouvoir l’enseignement du Bouddha. 
Le règne de Jayavarman VII (1181-1218) va marquer un profond changement. On passe du culte du dieu-roi devarāja au souverain bodhisattva. Les constructions monumentales pour honorer la mémoire des monarques font place à des bibliothèques, des monastères et autres projets d’intérêt public. De plus, les références aux scènes relatives à la mythologie hindoue représentées sur les bâtiments se trouvent supplantées par des épisodes clés du bouddhisme. Enfin, outre l’hindouisme, le bouddhisme mahāyāna va s’effacer au profit du bouddhisme theravāda. 
À part une réaction shivaïte au XIIIe siècle, lors du règne de Jayavarman VIII, ou l’épisode des régimes communistes du Kampuchéa démocratique et de la république populaire du Kampuchéa à la fin du XXe siècle, le theravāda va rester la religion d’État jusqu’à nos jours.
À partir du XVIIe siècle, le démembrement de l’empire khmer au profit du Siam à l’ouest et de l’Annam à l’est aura deux conséquences contradictoires. Alors que les troupes de Hué tenteront, sans succès, de réinstaller le bouddhisme mahāyāna lors de leurs interventions, celles de Bangkok prétexteront la défense du  theravāda en danger pour justifier leurs ingérences. Elles profiteront de l’occasion pour asseoir également leur domination sur le clergé local dont la formation des dirigeants au Siam va devenir un passage obligé.
Au début du XIXe siècle à Bangkok, le prince Mongkut, qui deviendra roi du Siam en 1851 sous le nom de Rama IV, fonde le Dhammayuttika Nikaya, un nouvel ordre monastique qui veut concilier la discipline des canons Pāli qu’il trouve relâchée dans les pagodes, et les dernières découvertes scientifiques, dont les missionnaires chrétiens laissent entendre qu’elles ne peuvent s’accommoder qu’avec leur religion.
Dans les années 1850, des moines de ce nouvel ordre sont invités par le roi Norodom à venir l’implanter au Cambodge. Il va connaître un succès rapide auprès de la cour mais va aussi se heurter au Maha Nikaya déjà existant. Il restera de fait essentiellement limité à l’aristocratie et mettra du temps à se débarrasser, de par ses origines, de la réputation de servir les intérêts du régime de Bangkok plutôt que ceux du royaume khmer.
Pendant la période du protectorat, des moines étant régulièrement impliqués dans les troubles contre le régime colonial, ce dernier décide d’organiser le clergé de manière plus hiérarchisée, de limiter les liens entretenus avec les autorités siamoises et de restreindre les déplacements des moines,. Les relations restent d’une manière générale tendues entre des autorités religieuses soucieuses de préserver les traditions et un pouvoir colonial qui sous prétexte de simplification administrative, voudra régulièrement mettre un terme à certains aspects spécifiques du mode de vie cambodgienne, tels le monopole des pagodes dans l'enseignement primaire, l'utilisation d’un calendrier luni-solaire ou l'écriture khmère.
Dans le même temps, depuis le début du XXe siècle, le bouddhisme s’était approprié également une partie des rites hérités de l’animisme des temps anciens encore en vigueur de nos jours chez les Khmers Loeu. Les dons aux pagodes avaient supplanté les offrandes aux esprits alors que les cérémonies d’hommage aux ancêtres ou pour assurer de bonnes récoltes sont désormais orchestrées par les Achar et les moines.
En réaction à cette évolution, un courant dit moderniste va naître au sein du Maha Nikaya, rejetant les « pratiques corrompues » et désireux d’infléchir leur ordre vers une observance plus stricte du Tipiṭaka et des notions de rationalité en provenance de l’occident. L’antagonisme avec les tenants des traditions devient si profond que le roi Sisowath devra rendre une ordonnance, avec le soutien des Français, interdisant l’enseignement de nature à répandre parmi les fidèles des idées modernistes en contradiction avec la religion classique,. Il semble que des libertés aient été toutefois prises avec cet arrêté et en janvier 1954, Chuon Nath (en), vénérable de l’ordre Maha Nikaya, dans une déclaration à l’ensemble du pays, demande au contraire de se conformer à la stricte application du vinaya plutôt que de s'adonner à des incantations de mantras et autres rituels mystiques.
En 1975, quand les dirigeants khmers rouges instaurent le Kampuchéa démocratique, sa  constitution affirme reconnaître la liberté de culte, sauf pour les religions « réactionnaires ». Manifestement le bouddhisme theravāda rentrait dans cette dernière catégorie pour les nouveaux gouvernants. De fait, si la rébellion khmère rouge a bénéficié, durant la guerre civile, du ralliement de certains membres du clergé et la propagande du mouvement en fait état, dès la réunion du 20 mai 1975 qui suit la chute de Phnom Penh, Pol Pot prévoit la sécularisation forcée de tous les moines et leur mise au travail dans les rizières. La hiérarchie du clergé bouddhiste cambodgien, accusée de « féodalisme » ou de liens avec le régime de Lon Nol, est rapidement victime de purges et plusieurs vénérables sont exécutés. Les moines sont évacués de leurs monastères et mis au travail forcé avec le reste de la population urbaine. De nombreux temples sont victimes de vandalisme . Les moines bouddhistes sont forcés de se défroquer, ceux qui refusent étant systématiquement éliminés.
Après la chute du régime de Pol Pot, le bouddhisme est à nouveau autorisé à partir de 1979 et des moines réfugiés au Viêt Nam retournent au Cambodge pour remettre en place une structure religieuse. Ils nomment Tep Vong vénérable d’un ordre réunifié qui comprend le Maha Nikaya et le Dhammayuttika Nikaya. Les interdictions sur les ordinations sont levées et donnent désormais lieu à des cérémonies officielles soutenue par le gouvernement. En contrepartie, les dirigeants religieux s’assurent que les pagodes ne soient pas le foyer de troubles et au besoin défroquent les moines qui abuseraient de leur position pour critiquer l’action du nouveau régime.
Le 30 avril 1989, alors que des pourparlers de paix s’amorcent avec la guérilla, le parti unique de la république populaire du Kampuchéa adopte lors d’un congrès une série de résolutions visant à réduire les points d’achoppement dans ses tractations avec ses adversaires. Parmi elles figure la décision de rétablir officiellement le bouddhisme theravāda comme religion d’État. Peu après, quand en novembre 1991, Norodom Sihanouk retrouve, après plus de vingt années d’exil, son poste de chef de l’État, il amène avec lui Bour Kry qui sera nommé vénérable du Dhammayuttika Nikaya restauré, mettant officiellement un terme à l’unification des deux ordres mis en place dans les années 1980.
De nos jours, le bouddhisme garde le rôle central qu’il avait acquis dès Jayavarman VII auprès de la monarchie. Les vénérables des deux ordres (Maha Nikaya et Dhammayuttika Nikaya) sont membres de droit du conseil du trône chargé de choisir un nouveau souverain lorsque la fonction royale est vacante. De même, lors du couronnement, le monarque doit s’engager à se conformer aux quatre enseignements fondamentaux du Bouddha et à faire preuve de compassion pour son peuple.

## Organisation

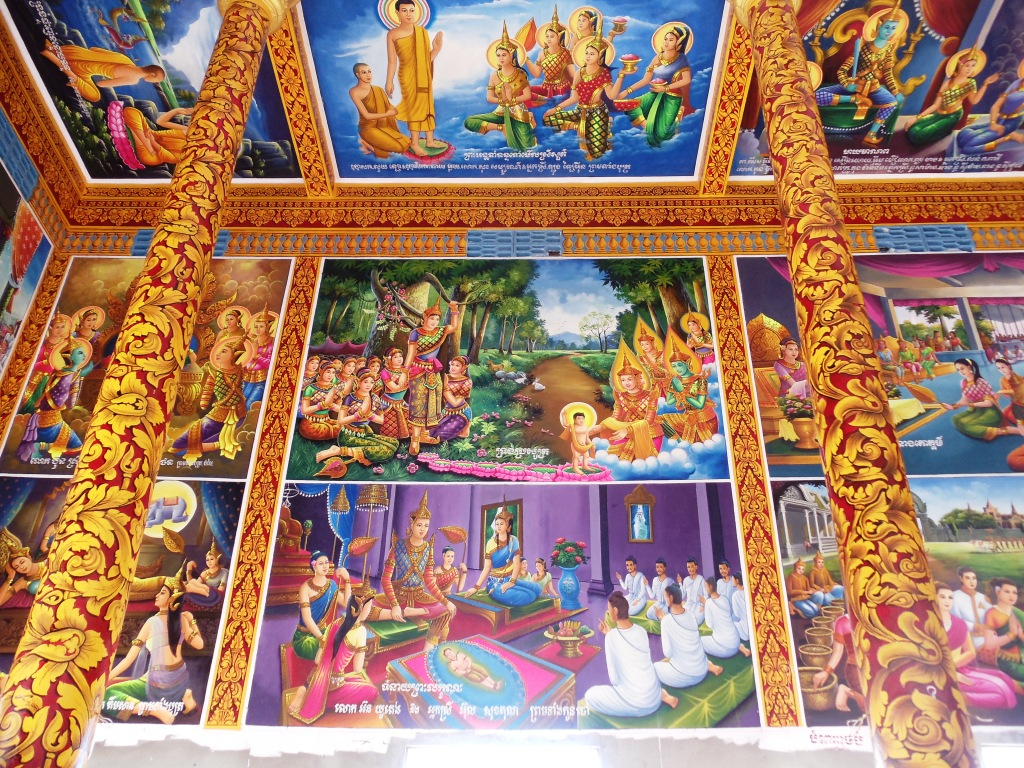
Décoration intérieure d'une pagode récente à Kratie

Comme souvent pour les religions majoritaires, le bouddhisme cambodgien, outre son aspect spirituel, comporte aussi un volet social. La construction, puis l’entretien d’une pagode est souvent un acte fédérateur d’une communauté villageoise ou d’un quartier, où chacun contribue en fonction de ses moyens, l’un amenant des fonds, l’autre participant aux travaux. Les localités rivalisent alors pour faire paraître leur lieu de culte le plus somptueux possible et essayent d’attirer les personnes ayant une réputation de haute probité morale dont les enseignements assureront la renommée de la pagode hors de la communauté.
L’état de moine n’étant généralement que transitoire, les responsabilités de l’ensemble sont partagées avec les laïcs. Avant la réforme du début du XXe siècle visant à créer une hiérarchie au sein du clergé, la sélection du Mevat, responsable des moins, incombait aux villageois. Depuis, cette compétence échoit au chef du diocèse, qui en outre procède aux ordinations et est nommé par le vénérable de l’ordre dont il dépend, lui-même choisi par le roi. Mais les villageois restent consultés lors de la désignation des Mevat qui en fait se contentent de gérer la bonne tenue des moines et procèdent aux renvois en cas de manquement à la morale ou à la discipline, laissant l’administration des biens de la pagode aux laïcs.
L’aspect cultuel lui-même n’est pas l’apanage des moines et un laïc, l’achar, joue un rôle prépondérant. C’est en effet lui qui s’occupe notamment de l’ordonnancement des rites, l’organisation des offices, des quêtes et du financement des cérémonies.

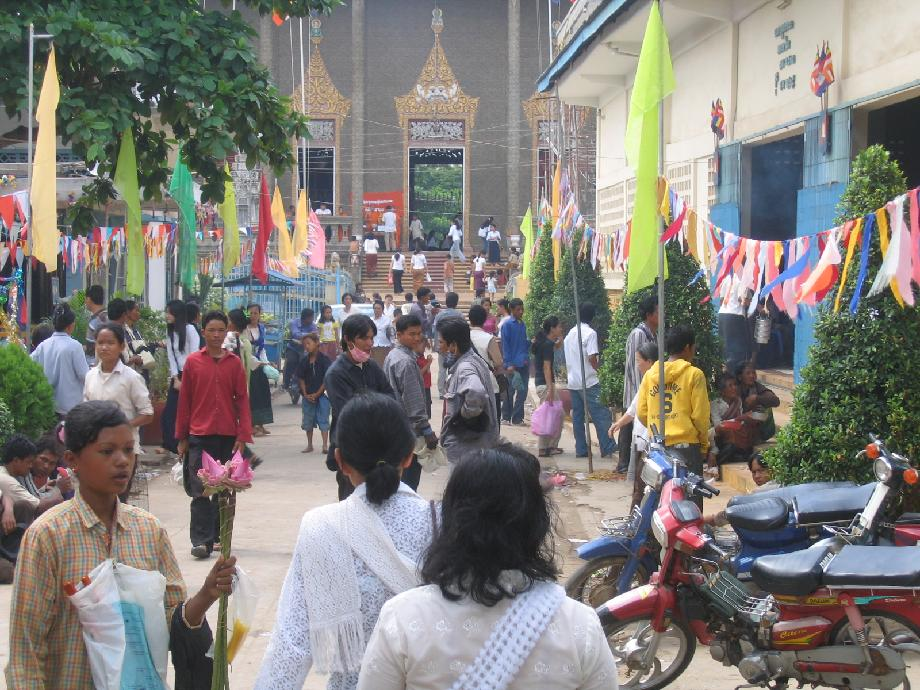
La fête des morts (Pchum Ben) à la pagode Wat Moha Montrey de Phnom Penh

Avant l’instauration du protectorat, la pagode était aussi l’unique centre d’enseignement du royaume et il était d’usage que tous les garçons, sans distinction de classe sociale fassent un séjour plus ou moins prolongé afin d’acquérir les rudiments de l’arithmétique et de la lecture ainsi que la connaissance des textes sacrés les plus importants et les fondements moraux. Si la création d’écoles publiques initiée par les autorités coloniales puis développée après l’indépendance ne faisait plus des pagodes des passages obligés, de nos jours encore, les séjours de quelques semaines dans la vie monastique restent très prisés.
De même, si la constitution fait obligation à l’État de mettre « en œuvre un programme scolaire et les principes pédagogiques modernes », il doit aussi encourager « le développement des écoles du Pali et l'enseignement bouddhique ».